# Lavocatchampsa
Lavocatchampsa ist eine Gattung der Notosuchia, welche während der Wende von der Unterkreide zur Oberkreide (spätes Albium – frühes Cenomanium) auf dem Gebiet des heutigen Marokko lebte. Jeremy E. Martin und France de Lapparent de Broin beschrieben die Gattung im Jahr 2016. Einzige Art der monotypischen Gattung ist L. sigogneaurussellae.

## Beschreibung
Lavocatchampsa war ein recht kleiner Vertreter der Crocodyliformes: Die Länge des Tieres wird auf etwa 60 Zentimeter geschätzt. Das auffälligste Merkmal der Gattung war die Bezahnung, welche eher an die frühen Säugetiere erinnert als an Zähne eines Vertreters der Crocodyliformes. So verfügte Lavocatchampsa zwar über verschiedene ausgebildete Zahngruppen im Gebiss (Heterodontie), allerdings fehlten ihm Eckzähne im Ober- und Unterkiefer. Auch fehlten ihm Zähne, welche nach hinten hin immer massiver werden. Lavocatchampsa besaß außerdem keine Zähne, welche eine in die Länge gezogene, mediane Carina besitzen, die ihrerseits von zwei mehrhöckerigen Cingula reflektiert wird. Lavocatchampsa besitzt stattdessen komplexe Zähne mit Becken und Höckern, welche darauf schließen lassen, dass das Tier sich hauptsächlich von Insekten und anderen wirbellosen Tieren ernährte. Das Okklusionsmuster förderte zu Tage, dass die Hauptkomponente des Kieferverschlusses von Lavocatchampsa, anders als bei verwandten Gattungen, vertikal war.

## Entdeckungsgeschichte
Die Gattung basiert auf der Entdeckung eines Ober- und eines Unterkiefers, welche in der Kem-Kem-Gruppe gefunden wurden. Der Name der Gattung ehrt den französischen Paläontologen René Lavocat, welcher viele prähistorische afrikanische Tierarten, wie beispielsweise Majungasaurus, beschrieb. Der Artzusatz sigogneaurussellae, ist an die Namen der Wissenschaftler Denise Sigogneau-Russell und Donald E. Russell angelehnt, welche das Fossil erworben haben. Um die innere Struktur der Knochen zu untersuchen, ohne diese dabei zu beschädigen, setzten die Forscher CT-Scans ein. Um das Verschleißmuster der Zähne zu erkennen, haben die Erstbeschreiber des Taxons die Zähne unter dem Rasterelektronenmikroskop untersucht.

## Systematik
Die Erstbeschreiber von Lavocatchampsa ordneten die Gattung als basalen Vertreter der Notosuchia ein, eines ausgestorbenen Taxons Krokodil-ähnlicher Crocodyliformes, welche vom Mitteljura bis zur Oberkreide vor allem auf den Kontinenten der südlichen Hemisphäre eine große Artenvielfalt entwickelten. Innerhalb dieser gehörte Lavocatchampsa zu den Ziphosuchia. Die Gattung war nahe verwandt mit den Gattungen Malawisuchus, Candidodon und Pakasuchus.